# 神の王国

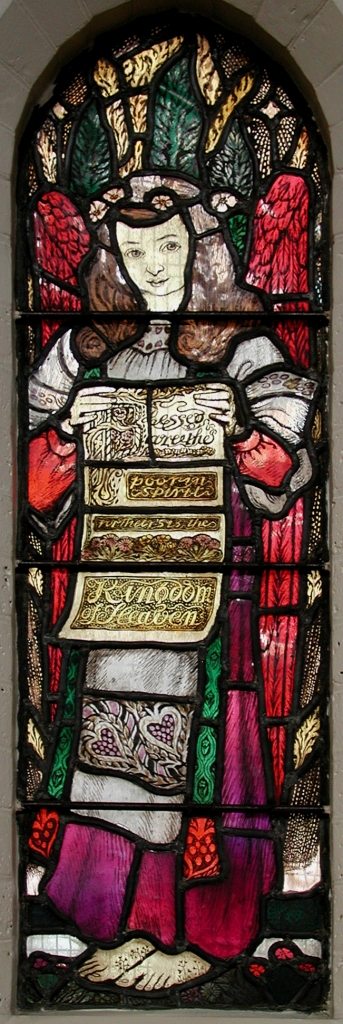
Reginald Hallward作のステンドグラス『マタイによる福音書』5章10節「義のために迫害される人々は、幸いである、天の国はその人たちのものである。」

神の王国（かみのおうこく、ギリシア語: βασιλεία τοῦ Θεοῦ, 英語: kingdom of God）または神の国、神の帝国（英語: empire of God）は、ユダヤ教とキリスト教での唯一神が支配する王国・天国。「旧約聖書，新約聖書，教会史を通じてのキリスト教の根本的信仰」とされている。日本語の『口語訳聖書』や『新共同訳聖書』では「神の国」と訳されている。岩波書店発行の佐藤研らが日本語訳した『新約聖書』では神の王国と訳されている。学術論文では「神の帝国」とも表記されている（英語では"empire of God", "God's Empire"）。
1世紀30年ごろパレスチナで活動したイエスの宣教における中心的な概念で、『新約聖書』所収の4つの『福音書』に合計50回以上現れる用語である。この宗教概念は後にイエスがキリスト教の開祖とされ、キリスト教が世界宗教となるに及んで、宗教、社会、政治などさまざまな分野に影響を与えた。
「神の王国」の「王国」に相当する原語 βασιλεία（バシレイア）は、ギリシア語として「王国」と「王としての支配」の両方を意味する。
『福音書』に頻出する用語「神の王国」は『ヘブライ語聖書』すなわちキリスト教で言うところの『旧約聖書』を淵源としている。
『マルコによる福音書』を初めとする『新約聖書』所収の各書に現れる用語「神の王国」と『マタイによる福音書』に現れる用語「天の王国」は同義である。『マタイによる福音書』で多くの場合「神の王国」と言わずに「天の王国」と言うのは、当時のユダヤ人の習慣で直接「神」と言わずに「天」と言う傾向を反映している。
「神の王国」または「神の王的支配」という概念あるいは観念は、『ヘブライ語聖書』（『旧約聖書』）を共に聖書あるいは経典とするユダヤ教、キリスト教、イスラム教などの宗教に存在する。

## 用語
『新約聖書』巻頭に所収の『マタイによる福音書』で頻出する用語、天国あるいは天の国は、『新約聖書』原文のギリシア語 βασιλεία τῶν οὐρανῶνの訳語で、他の『福音書』の神の国（神の王国）と同義である。
『マタイによる福音書』で天国（天の国）が多用されるのは『マタイによる福音書』の記者が「「神」 のかわりに 「天」 という語を用いる当時のユダヤ人の言葉遣い」にほぼ従っているからである。天国（天の国）という表現・用語は『旧約聖書』『新約聖書』全巻をとおして『マタイによる福音書』のみで使われている。その『マタイによる福音書』における使用回数は神の国の5か所に比して天国（天の国）はその6倍以上の33か所である。
神の国（神の王国）と天国（天の国、天の王国）が対応している箇所を見ると、例えばイエスの宣教開始の第一声が『マルコによる福音書』では「時は満ちた、神の国は近づいた。悔い改めて福音を信ぜよ」（『口語訳聖書』）であるのに対して、『マタイによる福音書』では「悔い改めよ、天国は近づいた」（『口語訳聖書』）となっている。
天国は『文語訳聖書』や『口語訳聖書』で使われている訳語で、天の国は『新共同訳聖書』で採用されている訳語である。『新改訳聖書』は天の御国と訳していて、2017年発行の『聖書 新改訳2017』でも同じく天の御国と訳している。岩波書店発行の佐藤研訳『マタイによる福音書』では天の王国と訳している。マルティン・ルターは『ルター聖書』で Himmelreich（天国）と訳した。英語訳では kingdom of heavenである。

## 旧約聖書
『ヘブライ語聖書』すなわちキリスト教で言うところの『旧約聖書』はほとんどがヘブライ語で部分的にはアラム語で書かれている。キリスト教徒が『ヘブライ語聖書』に追加した『新約聖書』はギリシア語で書かれている。その『新約聖書』所収の『福音書』で頻出する用語「神の王国」の「王国」に相当する原語 βασιλεία（バシレイア）は、ギリシア語で「王国」と「王としての支配」の両方を意味する。そこで神の王国は「神の支配する王国」「神の支配する領域」（『バルク書』3:24）あるいは抽象的に「神が王として支配すること」「神の王的支配」といった意味・ニュアンスを持つ。
この「神の王国」はヘブライ思想を淵源とする宗教概念あるいは観念で、『旧約聖書』には「神の王国」「神の王的支配」に当たる用語そのものは現れないが観念として現れている箇所がある。例えば『旧約聖書』所収の『詩篇』145篇13節「あなたの国はとこしえの国です。あなたのまつりごとはよろずよに絶えることはありません。」といった箇所に後に「神の王国」と表現される概念に含まれる観念を見出すことが出来る。

## 旧新約聖書中間時代
「神の王国」という表現は旧新約聖書中間時代の文献に一般的ではないが、『ソロモンの詩篇』や『知恵の書』などに現れる表現「神の王国」はふつう神の支配という機能を意味していて、神が支配する領域や新たな時代やメシア（救世主）による秩序などは意味していない。しかし時として『モーセの昇天』や『シビュラの託宣』などでは「神の王国」は終末論的な出来事を指す。この場合「神の王国」は新たな時代を意味するのではなく、終末論的定めを確立させるための神の全世界支配の顕現である。この終末論的「神の王国」観に沿って、待望される救世主は解放者でイスラエル新国家創設者であると見なすユダヤ人の愛国的な見方があった。

## 新約聖書

### 『マタイによる福音書』

#### 洗礼者ヨハネ

##### 洗礼者ヨハネとイエス
『マタイによる福音書』によれば、まず洗礼者ヨハネが「悔い改めよ。天の国は近づいた」と宣教し、人々に洗礼を施す。イエスはその洗礼者ヨハネから洗礼を受け、洗礼者ヨハネの逮捕後、独立して一人で宣教を開始する。その第一声は洗礼者ヨハネと同じく「悔い改めよ。天の国は近づいた」である。洗礼者ヨハネは、1世紀のユダヤ人歴史家ヨセフスの『ユダヤ古代誌』で「大きな影響力」があったと言及されている人物である。その洗礼者ヨハネが「わたしのあとから来る人はわたしよりも力のあるかた」と述べている。これは、イエスが洗礼者ヨハネの元に来て洗礼を受けようとした際にイエスを「思いとどまらせようとして」「わたしこそ、あなたから洗礼を受けるべきなのに、あなたが、わたしのところへ来られたのですか。」と述べている事から、「わたしよりも力のあるかた」とはイエスを指していると読み取れる。

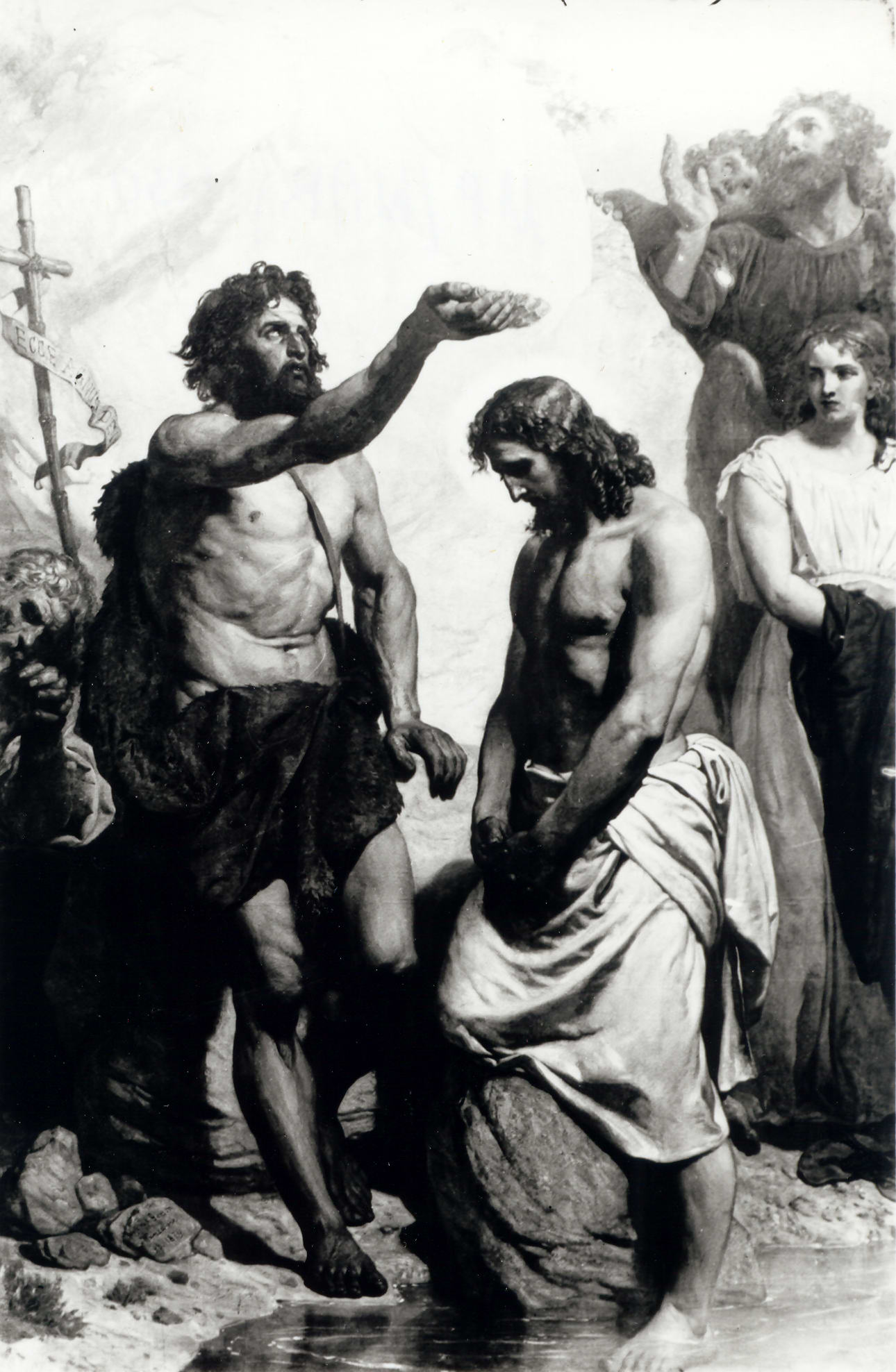
イエスと洗礼者ヨハネ（ヴォイチェフ・ゲルソン画）

しかし、洗礼者ヨハネが獄中から弟子を通して「『きたるべきかた』はあなたなのですか。それとも、ほかにだれかを待つべきでしょうか」（『マタイによる福音書』11章3節）とイエスに尋ねることなどを勘案し、洗礼者ヨハネがイエスについて「神に遣わされた終末時の福音の使者である…という確信に至ったか否かは知り得ない。」と結論している。
この11章3節について、1991年に日本基督教団出版局から出版された『新共同訳 新約聖書注解 1』で『マタイによる福音書』を担当・執筆した橋本磁男は、洗礼者ヨハネがイエスにつまずいたすなわち疑心を抱いたということを『マタイによる福音書』がほのめかしているという解釈を取り、洗礼者ヨハネはイエスをメシアと信じなかったことを示すと説明している。
一方イエスは、洗礼者ヨハネを「預言者以上の者」で「およそ女から生まれた者のうち、洗礼者ヨハネより偉大な者は現れなかった。」と極めて高く評価する。しかし続けて「天の国で最も小さな者でも、彼よりは偉大である。」と付言する。洗礼者ヨハネの死を先見し、天の国を激しく襲うには及ばなかったとの意味だとされる。

##### 影響
洗礼者ヨハネ出現以後の天の国については「彼が活動し始めたときから今に至るまで、天の国は力ずくで襲われており、激しく襲う者がそれを奪い取ろうとしている。」とイエスは言う。この「激しく襲う者」に関しては否定的あるいは肯定的等に解釈する説が主に4つある。
1. 洗礼者ヨハネを逮捕した権力者および背後の悪霊を指す[46]。
2. イエスを逮捕死刑にし、苦しめるユダヤ教当局を指す[46]。
3. 地上に神の王国の実現をめざす熱心党を指す[46]。
4. 洗礼者ヨハネを指す[46]。

他に伝統的には、改心するときの激烈な衝動であると解したルター他による説がある。
各説によりその濃淡があるものの総じて洗礼者ヨハネ出現の影響力に関して『マタイによる福音書』は、洗礼者ヨハネの出現がユダヤ人社会の「天の国」概念に大きな影響を及ぼしたことを暗示している。
また、イエスが偽預言者について述べる場面で「良い実を結ばない木はみな、切り倒されて火に投げ込まれる。」と、洗礼者ヨハネの言葉遣いをそのまま使っていることから分かるように、洗礼者ヨハネはイエスにその表現も含めて影響を及ぼしたことが知られる。

#### イエス

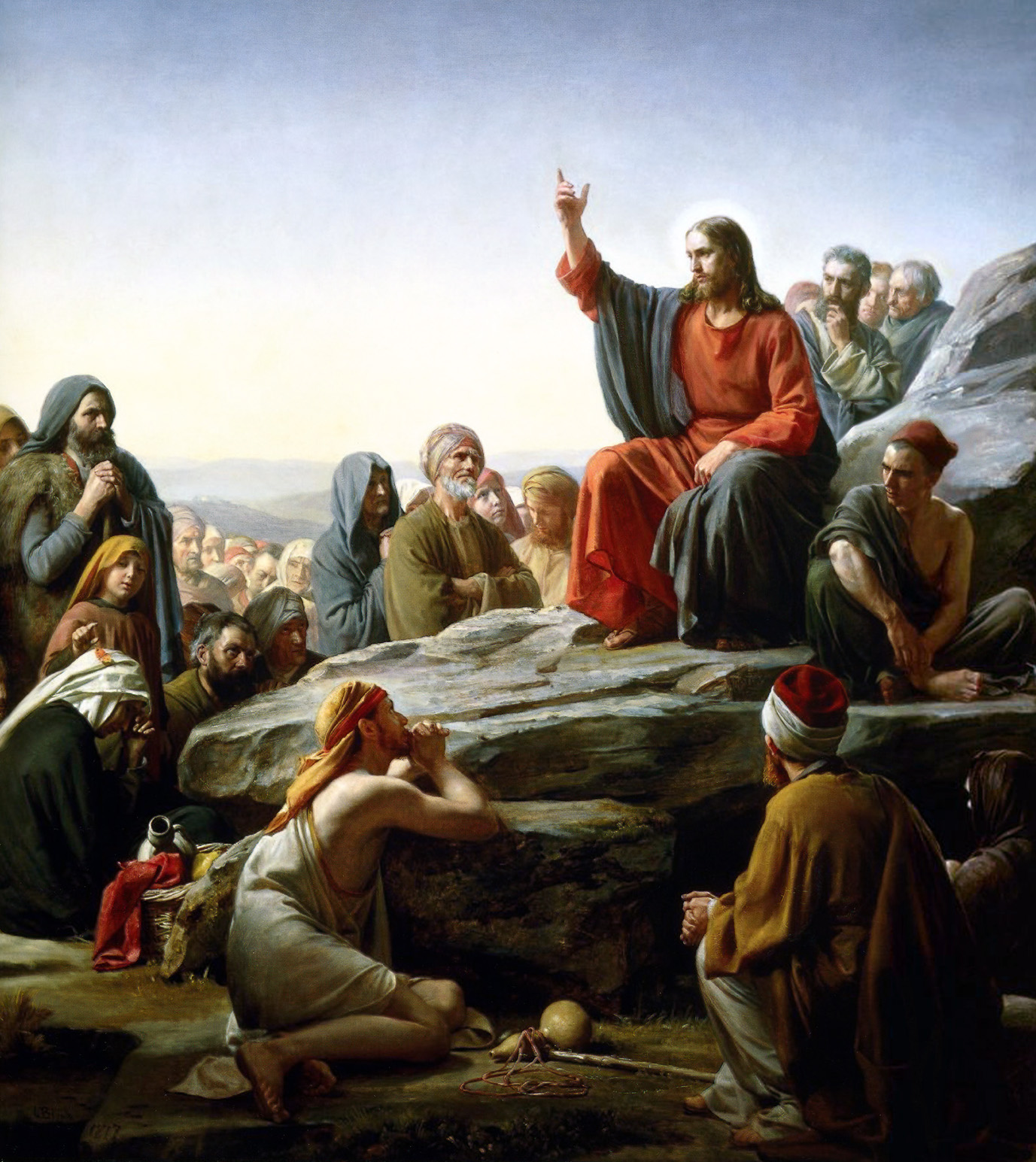
山上の垂訓（カール・ハインリッヒ・ブロッホ画）

イエスが山上の垂訓を語った際には最初に「こころの貧しい人たちは、さいわいである、天国は彼らのものである。」。「義のために迫害されてきた人たちは、さいわいである、天国は彼らのものである。」とも語った。
続けて主の祈りについて教えた時には「御国がきますように」と祈るように教え、神の王国が来ることを待ち望むようにと教えた。天国に行けるようにではなく、来るよう教えられたのは、王国は天にあるがその支配が地上にも及ぶようにとの願いを示されたためとされる。

## エホバの証人
19世紀後半にアメリカで起こったキリスト教系の新宗派エホバの証人のいう神の王国は千年王国説（至福千年説）に依るものである。千年王国説は、ユダヤ教の終末論に由来し、キリスト教では『新約聖書』所収の『ヨハネ黙示録』第20章「千年間の支配」「サタンの敗北」「最後の裁き」がその主な根拠になっている。
神が復活したキリストを王としたとされる。ダニエル7章13節14節。キリストはサタンを天から追放し、最後の審判における臨在の時に拘禁して世界をパラダイスに回復させた後、王国を父である神に返還する。コリント第一15章24節から28節。